# لكة (قرية تاريخية)
لكة. أو لك.  هي قرية صغيرة من قرى برقة تقع على مسافة تسعين كيلومتراً شرق طبرق. وقد أشار إليها اليعقوبي في بداية القرن التاسع.

## معالمها
تعتبر لك قرية صغيرة من قرى برقة، إلا أن هذه القرية كان بها ميناء قد عرف زمنه من المجد في القرن الثاني عشر. حيث وصفه الأدريسي أنه كان النقطة التي ينتهي عندها الطريق القادم من سنترية _ سيوة حالياً، وما زال هذا الدرب مستعملاً حتى اليوم. ومن المحتمل أن مرسى لك فقد أهميته مبكراً مع تناقص أستعمال طريق سيوة.

## تاريخها
أول إشارة لقرية لك جاءت عند اليعقوبي _ في بداية القرن التاسع حيث قال أن لك هي بلدة بالقرب من الإسكندرية وطرابلس دون أن يذكر أي تفاصيل.
يعطي الإدريسي تفاصيل أكثر حول لك وسكانها حيث يقول : «من آخر عمالة طلميثة المتقدم ذكرها يكون أول عمالة هيب ورواحة وهم قبائل من العرب أهل إبل وأغنام وثروة وبلادهم آمنة وادعة وبجبال حروث كثيرة وأهلها يتصيدون فيها وينبت بها البطم والعرعر والصنوبر كثيرا وفي هذه الجبال زراعات ومعائش ونخل كثير وعسل عجيب وآخر عمل هيب لكة ...... وبعد البندرية على نحو عشرة أميال قصر كبير يسكنه قوم من لخم ويسمى القصر بهم وأهله كلهم عسالة يتخذون النحل ويشتارون عسلها وأكثرهم يستعملون قطع العرعر ثم يستخرجون منه القطران ويسافرون به إلى ديار مصر.»
  ولم يذكر أي مؤلف بعد الإدريسي قرية لك أو مينائها، كما لم تظهرحتى كمحطة في عداد المحطات التي ذكرها الجغرافيون بين الإسكندرية وبرقة.